# Saint-Louis (Senegal)
Saint-Louis is de hoofdstad van de gelijknamige Senegalese regio Saint-Louis. De stad is gelegen in het uiterste noorden van het land, aan de grens met Mauritanië, waar de rivier de Sénégal in de Atlantische Oceaan uitmondt. Tijdens de volkstelling van 2002 telde Saint-Louis 154.555, nu 277.245 inwoners.

## Geschiedenis
De stad was een belangrijk punt voor handelsroutes over de Atlantische Oceaan, door de Sahara en naar Frans Soedan (Mali). De exploitatie van goud, ivoor en zwarte slaven maakte de stad voor de Franse kolonisatoren van groot belang. In de periode van 1659 tot 1779 zijn er negen handelscompagnieën ontstaan waarvan de bekendste la compagnie du Cap vert et Sénégal en la compagnie des Indes occidentales waren. De stad telde toen 10.000 inwoners. Van 1822 tot 1827 liet gouverneur baron Roger het handelshuis Maurel et Prom bouwen, lange tijd de machtigste firma van de kolonie en gespecialiseerd in aardnoten. In 1827 werd de stad naast een commercieel knooppunt ook het centrum van het koloniaal bestuur. Saint-Louis werd aldus de hoofdstad van de kolonie Senegal en in 1895 ook de hoofdstad van Frans-West-Afrika, en was een van de Vier Gemeenten. In 1902 verloor Saint-Louis echter zijn functie als die hoofdstad als dusdanig ten gunste van Dakar waarmee het wel sedert 1885 met een spoorweg was verbonden. Gaston Berger is de naam van de er gevestigde universiteit.

## Geografie

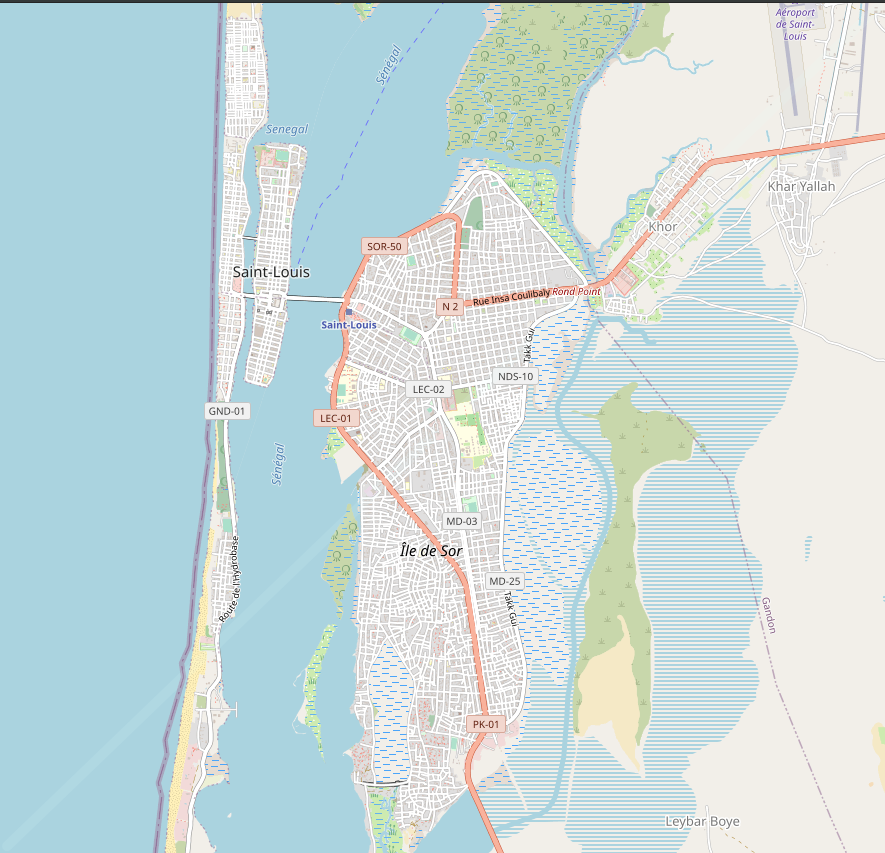

Saint-Louis ligt aan de rand van de woestijn, maar maakt deel uit van de Sahel en is gelegen midden in een gebied van natuurparken, aan de delta van de Sénégal.
In het regenseizoen (vanaf eind mei tot en met oktober) komen er vaak overstromingen voor die kleine mangroves veroorzaken. Op dat ogenblik zijn er heel wat pelikanen en flamingo's te vinden. In deze periode is het erg warm en vochtig en onweert het vaak. Het droge seizoen, van november tot begin mei, heeft een erg aangenaam klimaat door de frisse zeebries. Van januari tot maart komen echter de droge harmattanwinden vanuit de woestijn die voor een warm en stoffig klimaat kunnen zorgen. De gemiddelde jaartemperatuur in Saint-Louis bedraagt 25 °C.
De stad bestaat uit drie delen:
- Langue de Barbarie
- het eiland Saint-Louis
- Sor (het vasteland)

Saint-Louis biedt zowel een kleurrijk als diep weemoedig aanzien; koloniale factorijen en huizen, niet zelden heel vervallen. Daardoor wordt de stad soms met New Orleans, Louisiana vergeleken. In het oog springen het vroegere paleis van de gouverneur, de erbij gelegen oude kazernes, de kathedraal Saint-Louis en het gerechtsgebouw. Indrukwekkend is de lange Pont Faid'herbe, de brug over de Sénégal. Vroeger overspande die de Donau.
De Langue de Barbarie is een klein natuurgebied dat vooral voor vogels en schildpadden belangrijk is. Het is een landtong van enige tientallen kilometer lang, met aan de ene kant de Atlantische Oceaan en aan de andere de Sénégal. Andere natuurparken in de omgeving zijn deze van Djoudj en Guembeul.

## Religie
De stad is sinds 1966 de zetel van het rooms-katholieke bisdom Saint-Louis du Sénégal.

## Afbeeldingen

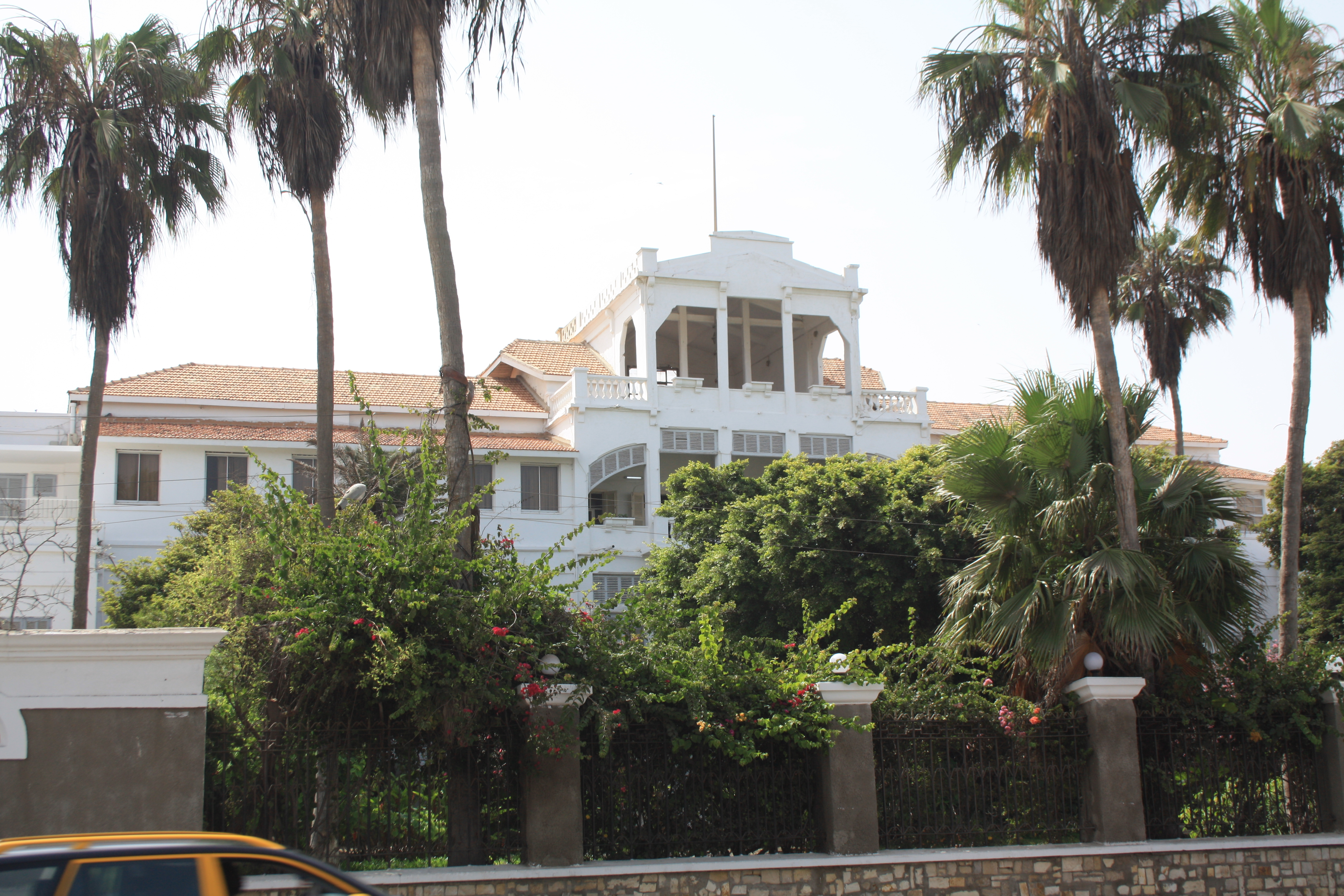
Palais de la Gouvernance
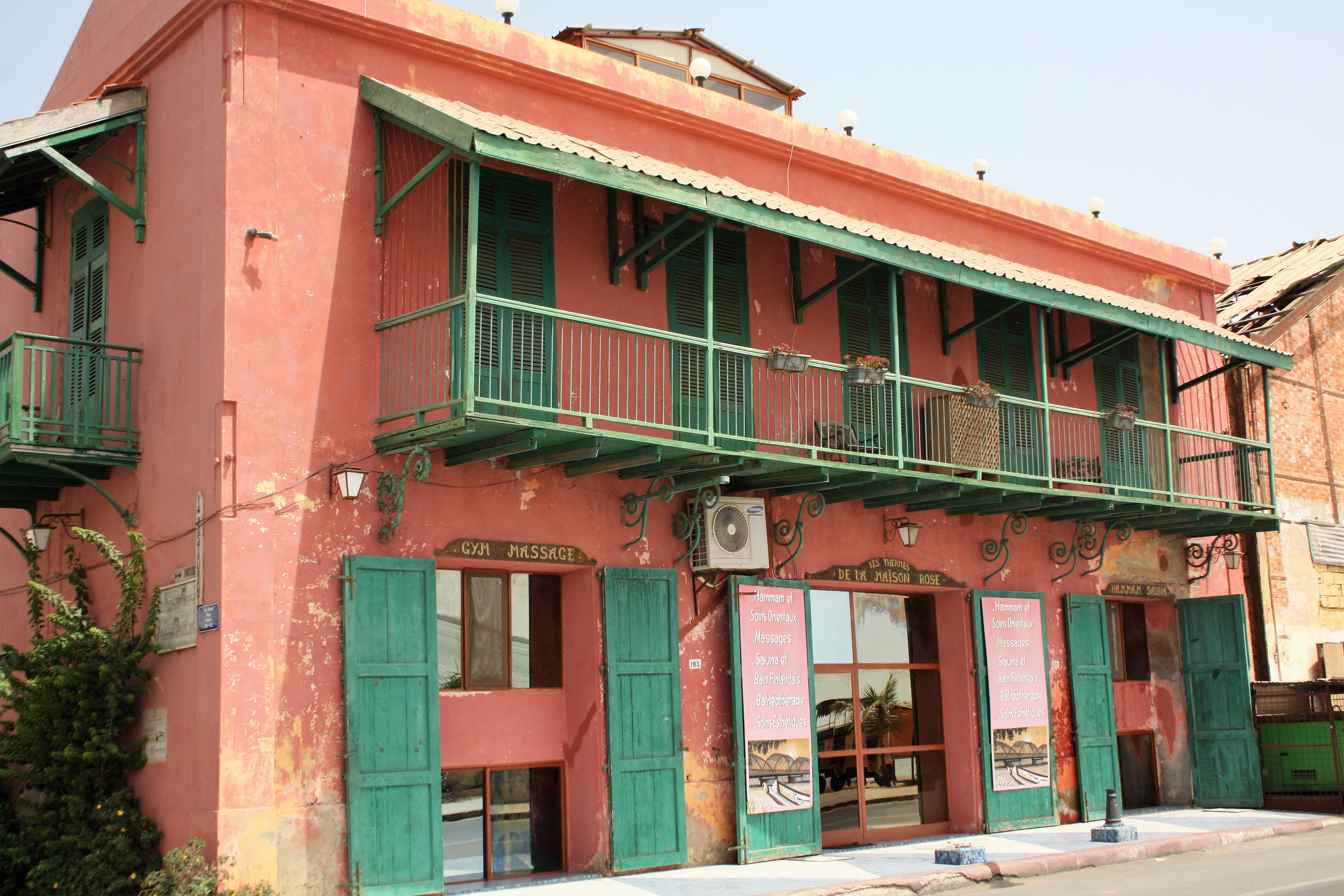
Koloniale architectuur
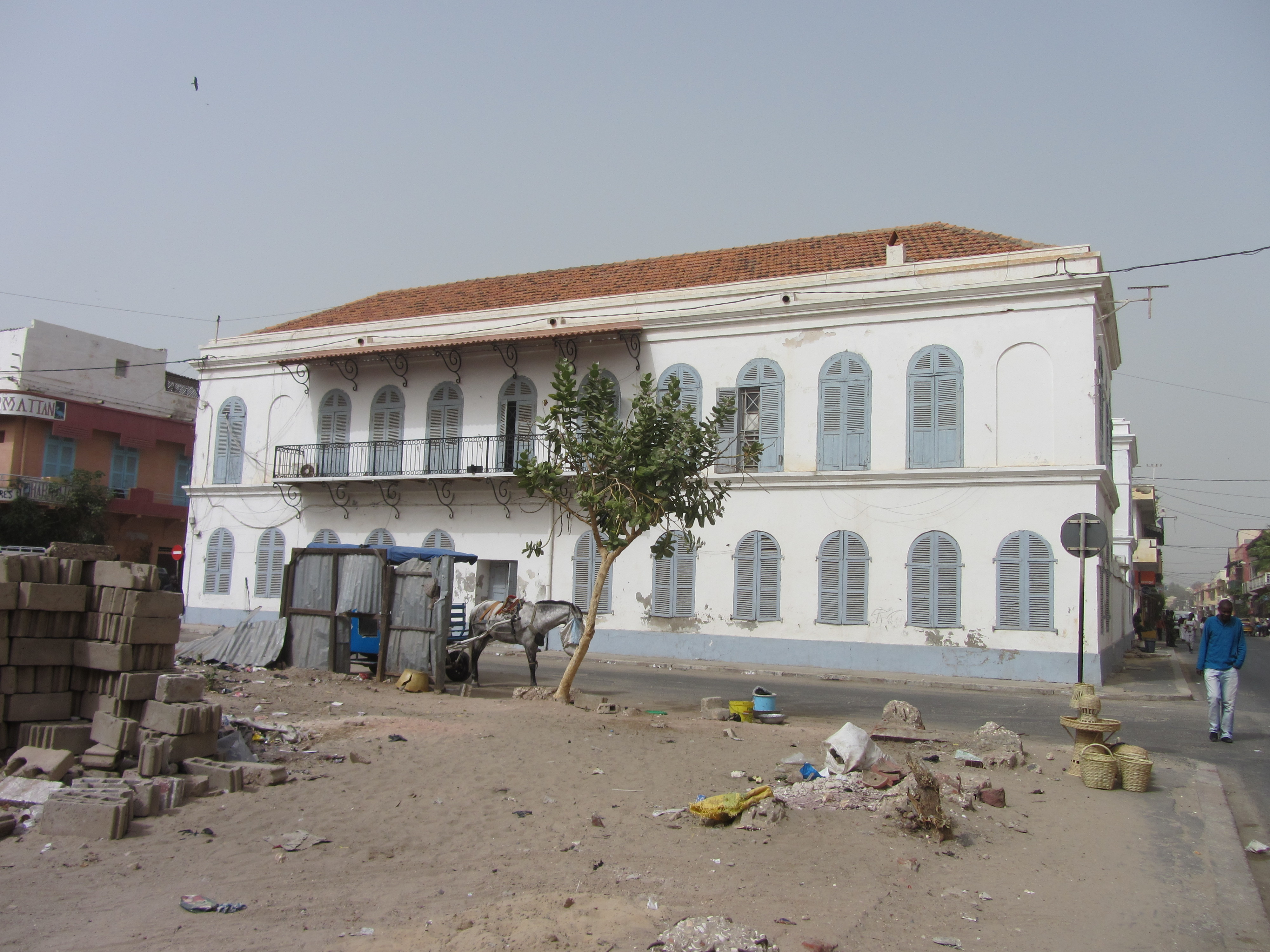
Koloniale architectuur
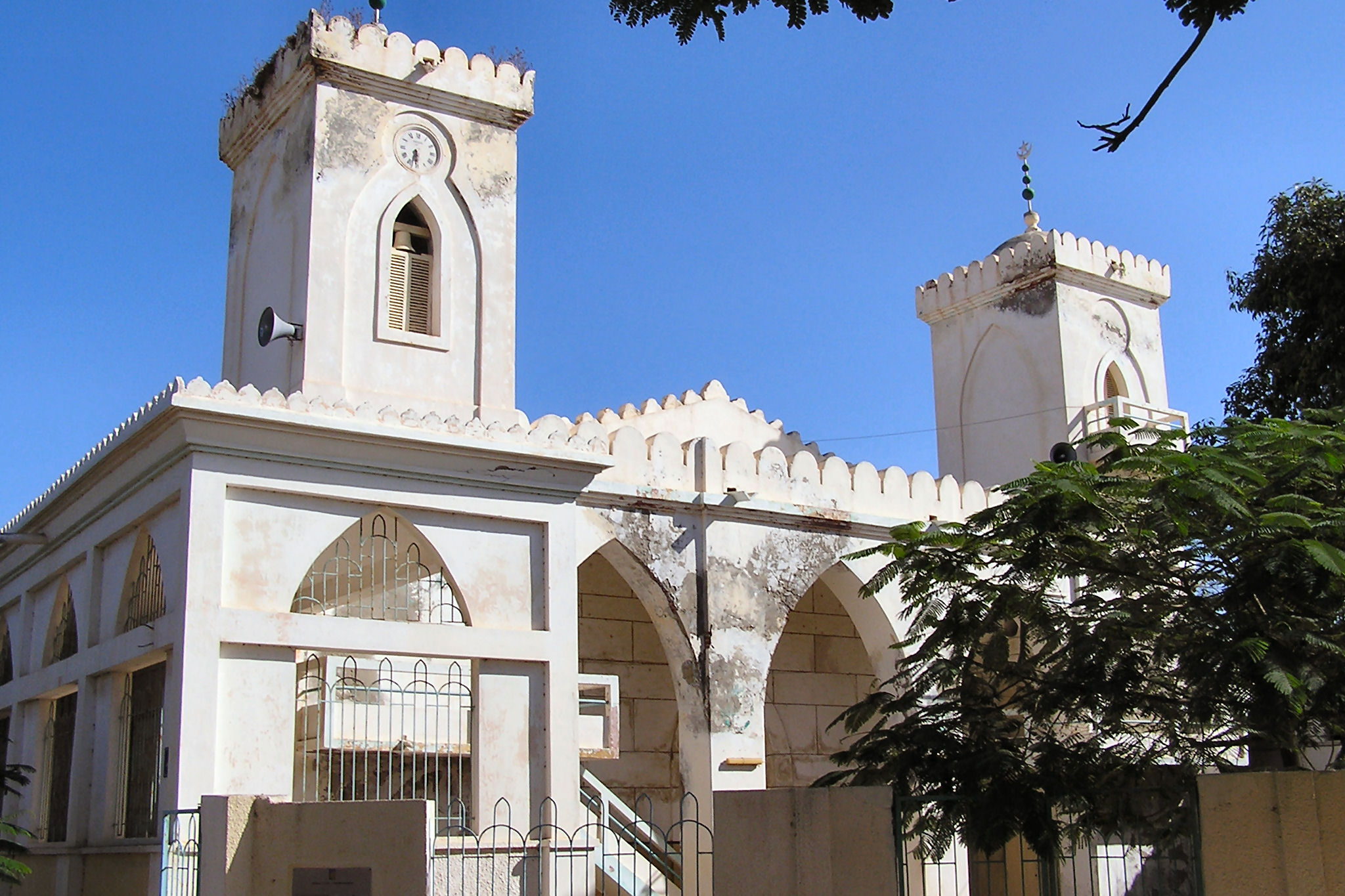
Moskee
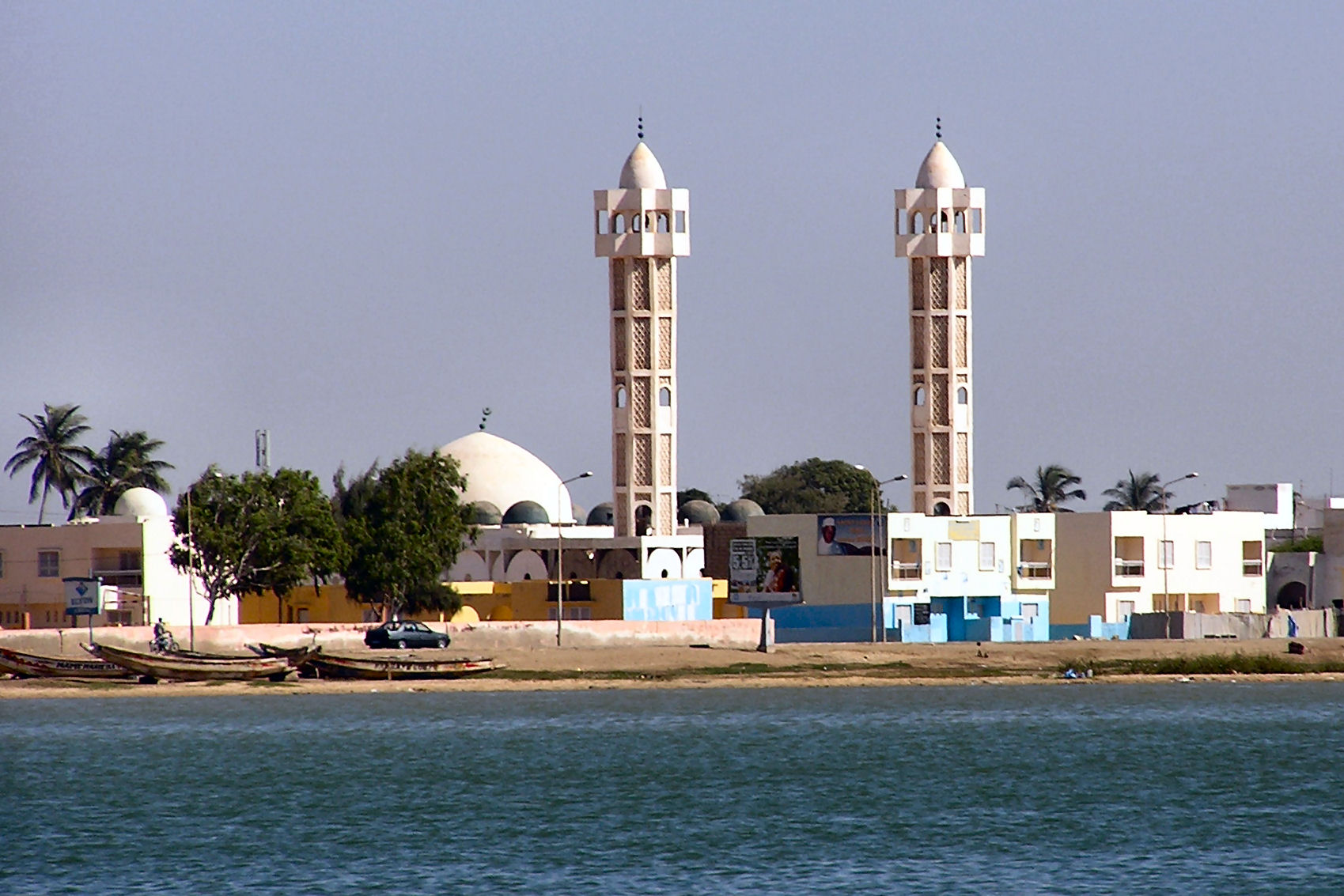
Moderne moskee
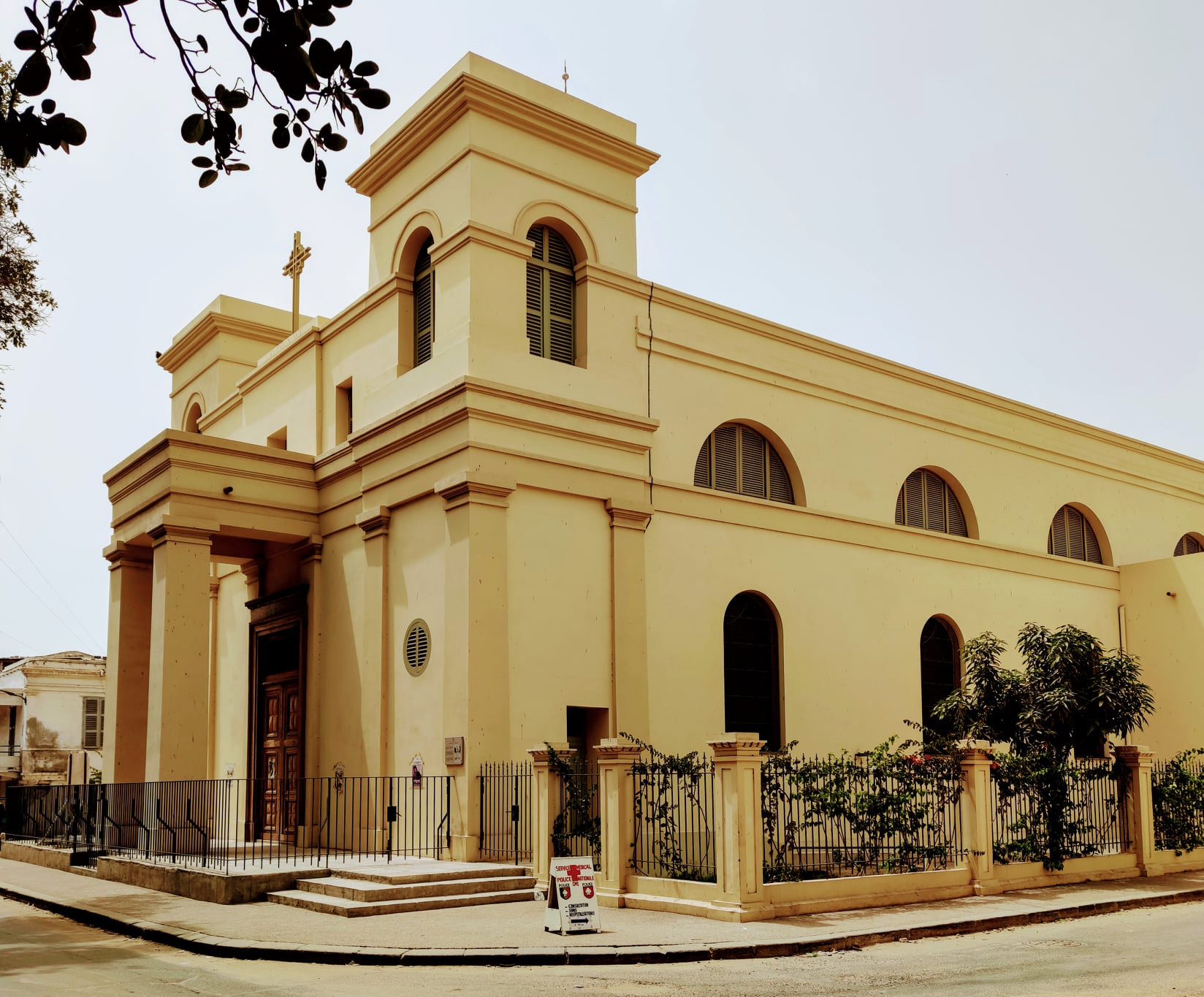
Kathedraal Saint-Louis
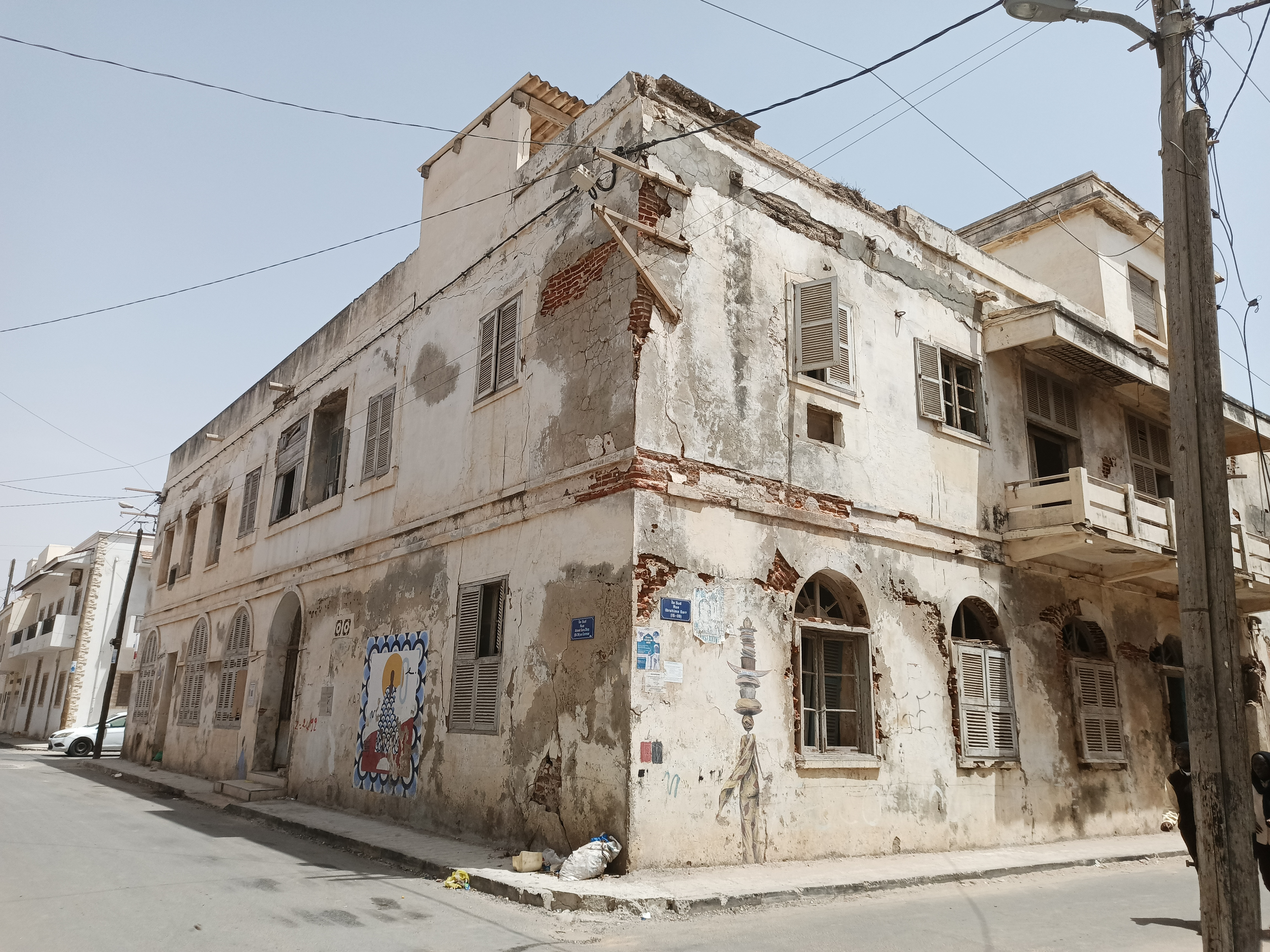
Voormalig katholiek weeshuis
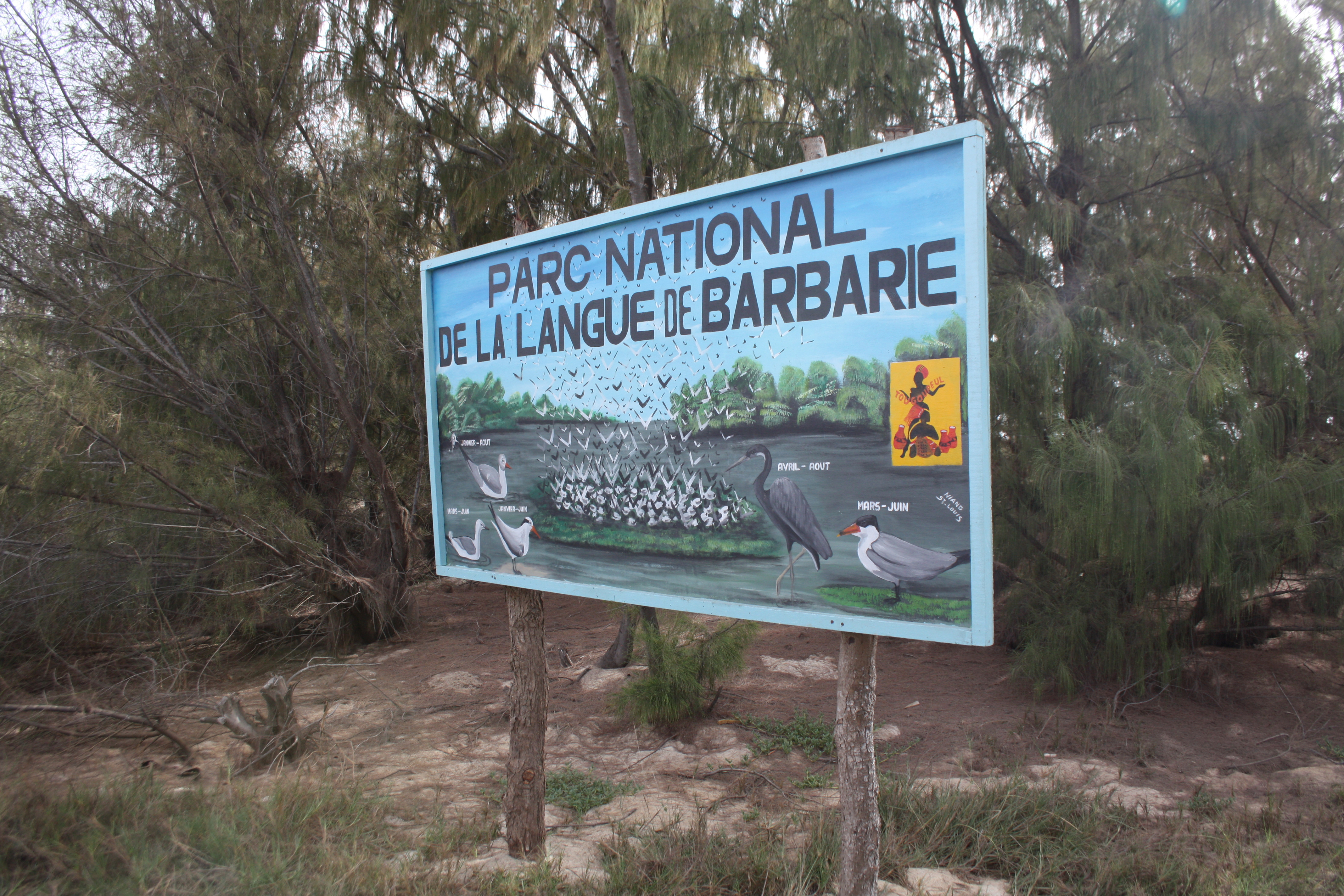
Langue de Barbarie
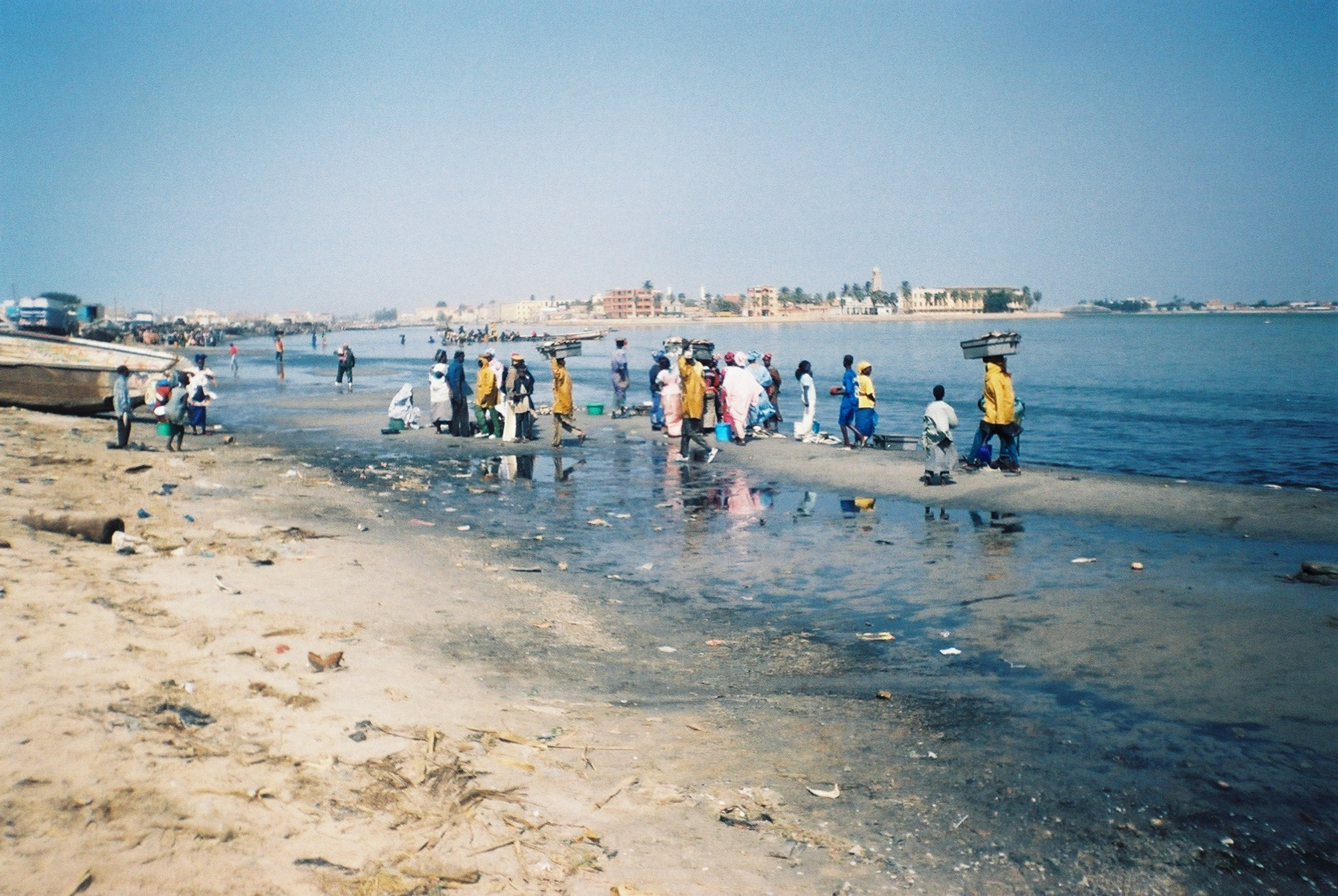
Vissers

## Partnersteden
- Rijsel (Frankrijk), sinds 1978
- Fez (Marokko), sinds 1979
- Luik (België), sinds 1980
- Bologna (Italië), sinds 1991
- Saint-Louis (Verenigde Staten), sinds 1994

## Geboren
- Battling Siki (1897-1925), bokser
- Aminata Sow Fall (1941), schrijfster
- Abdoulaye Ba (1991), voetballer
- Famara Diedhiou (1992), voetballer
- Ismaïla Sarr (1998), voetballer